# Jules Charles-Roux

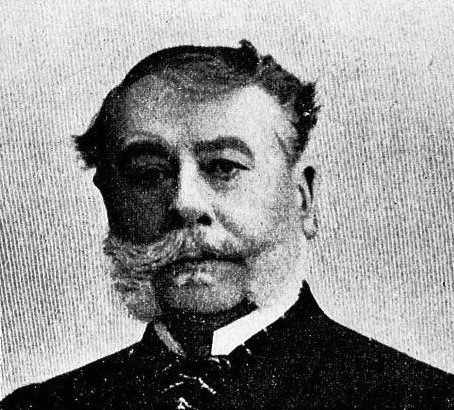
Jules Charles-Roux

Jules Charles-Roux (* 14. November  1841 in Marseille; † 6. März 1918 in Paris) war ein französischer Unternehmer und Politiker.

## Leben
Die Familie Roux ließ sich im 18. Jahrhundert in Marseille nieder und widmete sich dem Seifensieden. Julius Charles Roux verbrachte seine Kindheit in Sausset-les-Pins und in Montredon, einem südlichen Stadtteil von Marseille. Er heiratete Claire Canaple. Am 19. November 1879 wurde der gemeinsame Sohn François Charles-Roux geboren.
Jules Roux studierte in Marseille sowie bei Eugène Chevreul in Paris und übernahm nach dem Tod seines Vaters die Leitung im Unternehmen. Er modernisierte das Unternehmen und bildete 1877 mit seinem Bruder Charles Canaple und zwei weiteren Gesellschaftern ein expandierendes Unternehmen, das 1900 etwa zehn Prozent der Industrieproduktion von Marseille beitrug.

## Unternehmer
1900 war er Vorsitzender mehrerer Reedereien. Ab 1904 war er auch Vorsitzender der Compagnie Générale Transatlantique, wo er bei der außerordentlichen Generalversammlung vom 29. Juli 1904 beschließen ließ, das ursprüngliche Aktienkapital von 40 Millionen auf 12 Millionen Francs zu reduzieren.
Er übte auch die Präsidentschaft in mehreren weiteren Handelsunternehmen, Werften, Banken und Versicherungen aus. So war er u. a. Direktor der Société marseillaise de crédit industriel et commercial (SMC). Von 1910 bis 1917 war er Vorstand des Zentralkomitees der französischen Reeder. Jules Roux erhielt 1910 die Genehmigung, seinen Nachnamen Charles vor den Familiennamen Roux zu stellen.

## Politiker und Kolonialist
1887 wurde Jules Charles-Roux in den Stadtrat von Marseille gewählt.
Gemäßigt republikanisch gesinnt, wurde er 1889 Abgeordneter der Nationalversammlung. 1895 wurde er Generalrat des Départements Bouches-du-Rhône. Er war ein Vertreter des Wirtschaftsliberalismus, der gegen die protektionistische Politik des Ministers Félix Jules Méline eintrat. 1898 nicht wiedergewählt, übte er dennoch weiterhin Einfluss zugunsten einer expansiven Kolonialpolitik aus, insbesondere was die afrikanischen Länder Tunesien, das Königreich Dahomey (heute Benin) und Madagaskar betraf, auch um Palmöl für die Seifenproduktion auszubeuten. Er war Gründer von mehreren kolonialen Gremien und Präsident der „Geographischen Gesellschaft von Marseille“.
Er war ein Freund, von General Joseph Gallieni und Marschall Hubert Lyautey, deren Karrieren er förderte. Für die Pariser  Weltausstellung von 1900 stellte er unter dem Namen Les colonies françaises („die Kolonien von Frankreich“) eine Ausstellung auf die Beine. In Marseille, wo er bis zu seinem Tod als so genannter Commissaire Général fungierte, organisierte er 1906 eine weitere Kolonialausstellung.

## Mäzen
Jules Charles-Roux war ein Freund des Dichters Frédéric Mistral und unterstützte seine Félibrige-Bewegung. Zudem war er Mäzen des Malers Stanislas Torrents.

## Ehrungen
Zu seinen Ehren wurde ein Turbinenschiff Charles Roux getauft. Zudem benannte der französische Polarforscher Jean-Baptiste Charcot nach Jules Charles-Roux eine bei der Fünften Französischen Antarktisexpedition (1908–1910) entdeckte Insel vor der Westküste des Grahamlands als Roux-Insel.